# リョウケ
株式会社リョウケ（りょうけ、RYOKE CO.,LTD.）は、埼玉県川口市に本社を置く創業40年の老舗プラスチック製品の製造加工メーカー。
ブロー成形を主体とし、中空成形、インジェクション成形、射出成形、真空成形、バキューム成形などの各プラスチック加工技術に対応している。
ロゴマークは、リョウケのイニシャルRである。

## 沿革
- 1970年 資本金100万円で埼玉県川口市東領家にて有限会社 領家化学を設立。
- 1977年 株式会社 領家化学に組織変更。
- 1977年 資本金 620万円に増資する。
- 1983年 山形県村山市に山形工場を建設し、プラスチック製品加工の生産能力を拡大する。
- 1990年 本社を埼玉県川口市東領家より埼玉県川口市榛松へ移転する。
- 1991年 株式会社 領家化学から株式会社 リョウケに商号変更する
- 1997年 山形県村山市に新山形工場設立。工場、配送の集約化を図る。
- 2004年 ISO9001の認証を当社の全製品を対象として、本社、山形工場の全営業所で取得する。
- 2007年 本社、山形工場の全営業所で、ISO14001の認証を取得する。
- 2008年 山形工場にて医療機器製造許可を取得する。

## 本社
- 埼玉県川口市榛松691番地3号

## 国内拠点

### 工場
- 山形工場 (山形県村山市)

## 主な事業
- ブロー成形など各種プラスチック加工製品の製造販売。

## 登録番号
- ISO9001:2008認証登録番号　QC03J0234
- ISO14001:2004認証登録番号　EC06J0249

## 特許
- 特開2007-190231  フロート及びその着脱用工具
- 特開平09-207206  中空成形品、キノコ培養用ボトルおよびブロー成形方法